# Thorius magnipes
Thorius magnipes är en groddjursart som beskrevs av James Hanken och David Burton Wake 1998. Thorius magnipes ingår i släktet Thorius och familjen lunglösa salamandrar. IUCN kategoriserar arten globalt som akut hotad. Inga underarter finns listade i Catalogue of Life.